# Dicranota reticularis
Dicranota (Ludicia) reticularis là một loài ruồi trong họ Pediciidae. Chúng phân bố ở vùng Indomalaya.